# San Pier Damiani ai Monti di San Paolo (Kardinalstitel)
Der Kardinalstitel eines Kardinaldiakons von San Pier Damiani ai Monti di San Paolo wurde von Papst Paul VI. 1973 neu geschaffen. Agostino Kardinal Vallini ist seit 2006 Titelinhaber und wurde 2009 zum Kardinalpriester pro hac vice ernannt.

## Geschichte
Papst Paul VI. erhöhte mit der Benennung der Kirche San Pier Damiani die Anzahl der zur Verfügung stehenden Titel.

## Titelinhaber
| Name             | Land    | Geboren       | Alter 1 | Ernennung 2   | durch Papst   | Anmerkungen |
| ---------------- | ------- | ------------- | ------- | ------------- | ------------- | --- |
| Agostino Vallini | Italien | 17. Apr. 1940 | 84      | 24. März 2006 | Benedikt XVI. | Emeritierter Kardinalvikar für das Bistum Rom und Emeritierter Erzpriester der Lateranbasilika Von 24. März 2006 bis 24. Februar 2009 Kardinaldiakon |

| Name             | Land    | Geboren      | Verstorben    | Ernennung        | durch Papst           | Anmerkungen                                         |
| ---------------- | ------- | ------------ | ------------- | ---------------- | --------------------- | --------------------------------------------------- |
| Gustav Joos      | Belgien | 5. Juli 1923 | 2. Nov. 2004  | 21. Oktober 2003 | Hl. Johannes Paul II. |                                                     |
| vakant           |         |              |               |                  |                       | 1974–2003                                           |
| Pietro Palazzini | Italien | 19. Mai 1912 | 11. Okt. 2000 | 5. März 1973     | Paul VI.              | Pietro Kardinal Palazzini war der erste Titelträger |